# 蘭弗巴赫河
51°31′48.6″N 7°2′53″E / 51.530167°N 7.04806°E

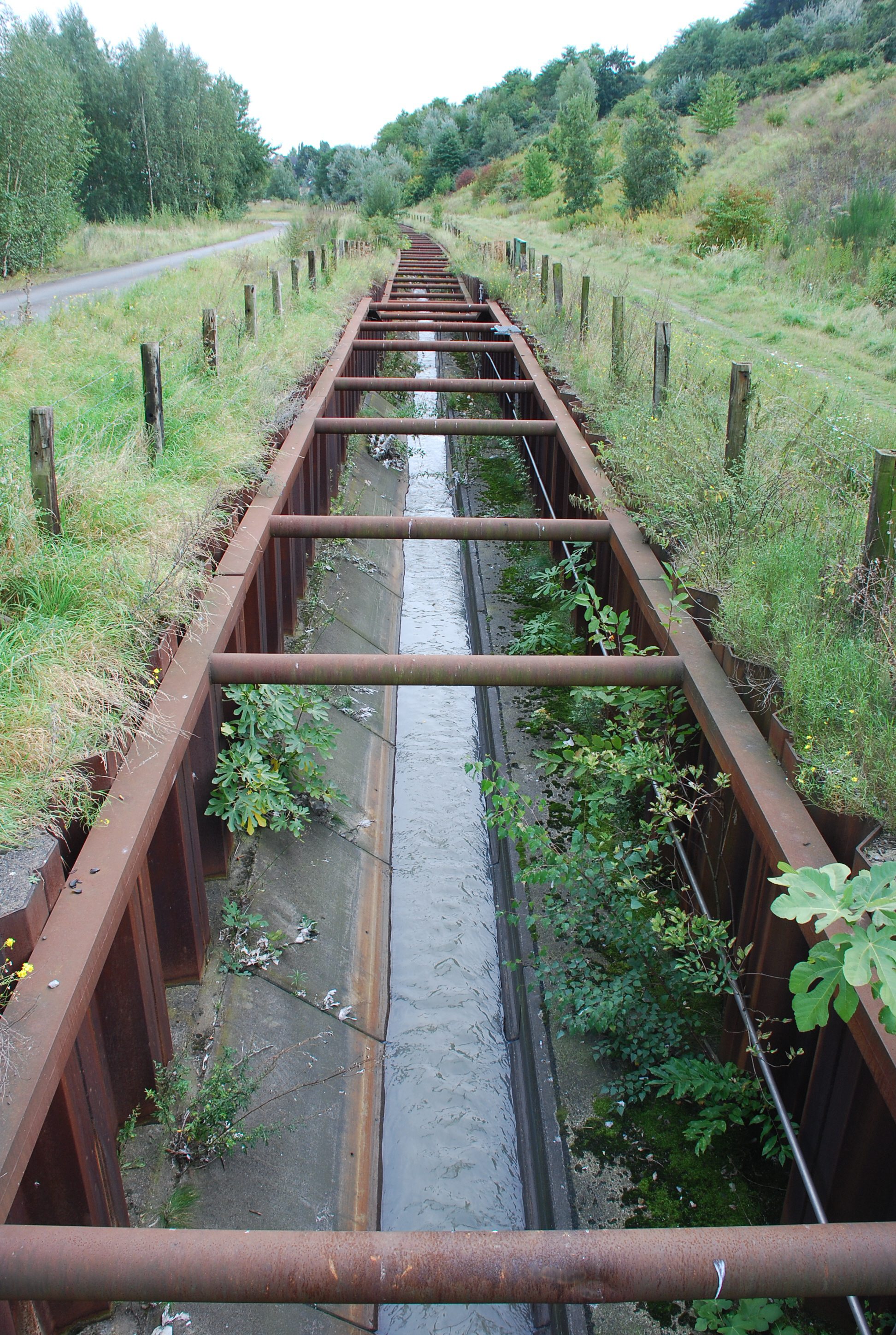

蘭弗巴赫河（德語：Lanferbach），是德國的河流，位於該國西部，處於北萊茵-威斯特法倫州，屬於埃姆舍爾河的支流，河道全長4.6公里，流域面積9.9平方公里。